# パンチャーヤト制
パンチャーヤト制（パンチャーヤトせい、英: Panchayati Raj）は、インド、バングラデシュ、パキスタン、ネパール等南アジアの政治制度。「パンチャーヤット」「パンチャヤット」「ポンチャイト」とも。「パンチャーヤト」とは本来、5人（パンチ）の賢い尊敬されている年長者の会議（ヤト）が村落共同体から選ばれ、その決定に従うという意味である。伝統的に、これらの会議は個人同士や、村同士の争いを治めて来た。長老会議制。

## インド
インド憲法第9編に規定がある。

## バングラデシュ
バングラデシュでは「ポンチャイト（パンチャヤット ）」。

## ネパール
本来はインドの政治制度であったが、ネパールのマヘンドラ国王は1960年内閣と国会を停止し、1962年12月、憲法で独自の「パンチャーヤト制」を導入し、複雑な間接民主制により、自らに政治権力を集中した。以後28年間続き、ネパールの民主化の足かせとなった。1990年民主化運動（ジャナ・アンドラン）の高まりのなかでこの制度が廃止され、国会が再開される。
1962年憲法に定められたネパールのパンチャーヤト制度は次のようなものであった。
1. 一切の政党活動は禁止。
2. 市・村など基礎自治体のパンチャーヤト議会のみ直接選挙で選ばれる。
3. 市・村の議会メンバーが郡パンチャーヤト議会議員を選ぶ。
4. 郡パンチャーヤト議会議員が国家パンチャーヤト議員を選ぶ。
5. 国家パンチャーヤト議会にはこのほか国王任命議員、階級別議員が選ばれた。
6. 首相、閣僚、知事を任命する権限はパンチャーヤトにはなく、国王が任命した。

なお、1980年にはパンチャーヤト制を存廃を決める国民投票が行われたが、このときは僅差で存続が決まっている。このとき、憲法が改正され、国家パンチャーヤトの直接選挙が決まったが、政党の自由は認められなかった。
1990年の民主化運動（ジャナ・アンドラン）は複数政党制の復活とともに、パンチャーヤト制の廃止を求めて闘われ、多くの犠牲の上に両要求は勝ち取られた。